# Bougenvilla
Bougenvilla is een Nederlands muzikantenduo bestaand uit dj en muziekproducent Shefida Nagel en muziekproducent Jeremy van der Hoeven. Ze kregen bekendheid door hun single Homeless, die is uitgebracht op het label Spinnin' Records. Bougenvilla heeft opgetreden op festivals in Nederland, België en andere Europese landen.

## Discografie

### Singles
- Gentry
- Sunter - met Double Pleasure en Martinez & Lorenzo
- Welding
- Voodooz - met Marc MacRowland
- Homeless - met Jared Hiwat
- Take It Back
- Kaya
- Butterfly Effect - met Curbi
- Break It Down - met Out Of Cookies
- Sunshower
- I Got My
- No Sleep - met LZRZ
- Onik
- Amazon
- Nagini
- No Matter What - met Albert Neve & David Puentez
- Utami

### Remixes
- Maroy ft. Trarius - Ride Life (Bougenvilla's Elevated Remix)
- Undercontrol ft. TL - I Wanna Be With You (Bougenvilla Remix)
- Housequake - Maximize (Bougenvilla Remix)
- BRKLYN ft. Lenachka - Steal Your Heart (Bougenvilla Remix)
- CMC$ & Conor Maynard - Understand Me (Bougenvilla Remix)
- Lazy Jay - Float My Boat (Bougenvilla Remix)